# 北山 (京都市)

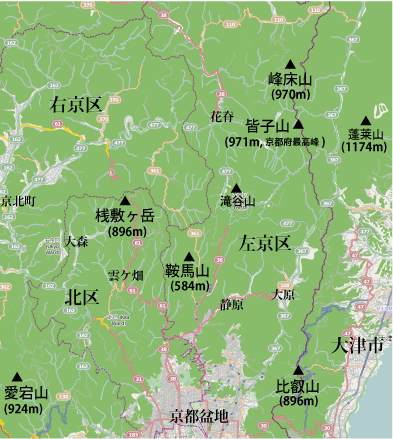
北山界隈の地図

北山（きたやま）は、京都府京都市北区北西の丹波高地に連なる山間部を指す呼称で、平安京から見て北の方角に位置することに由来する。

## 稜域

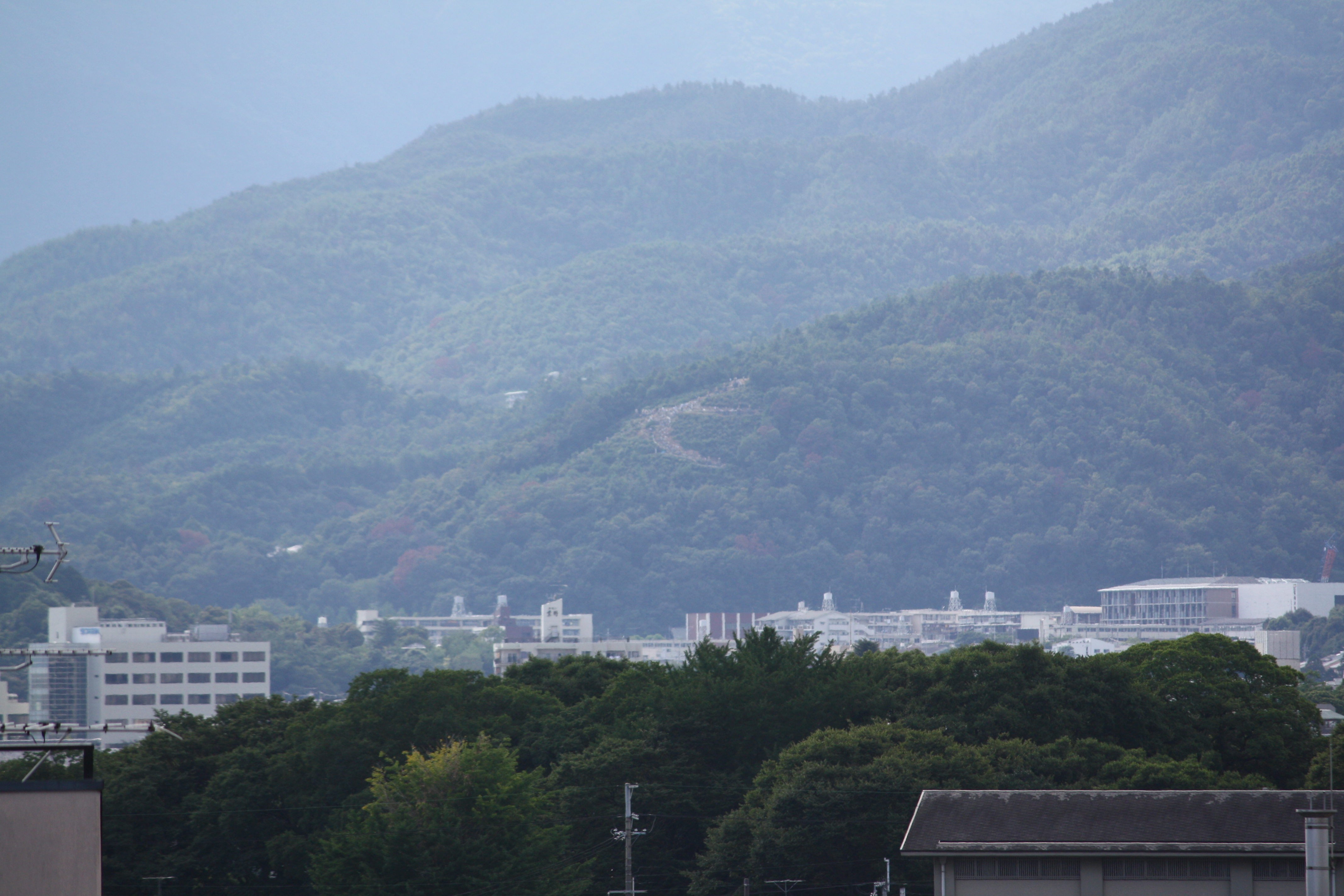
大文字山の背後に聳える北山（右京区へ伸びる）

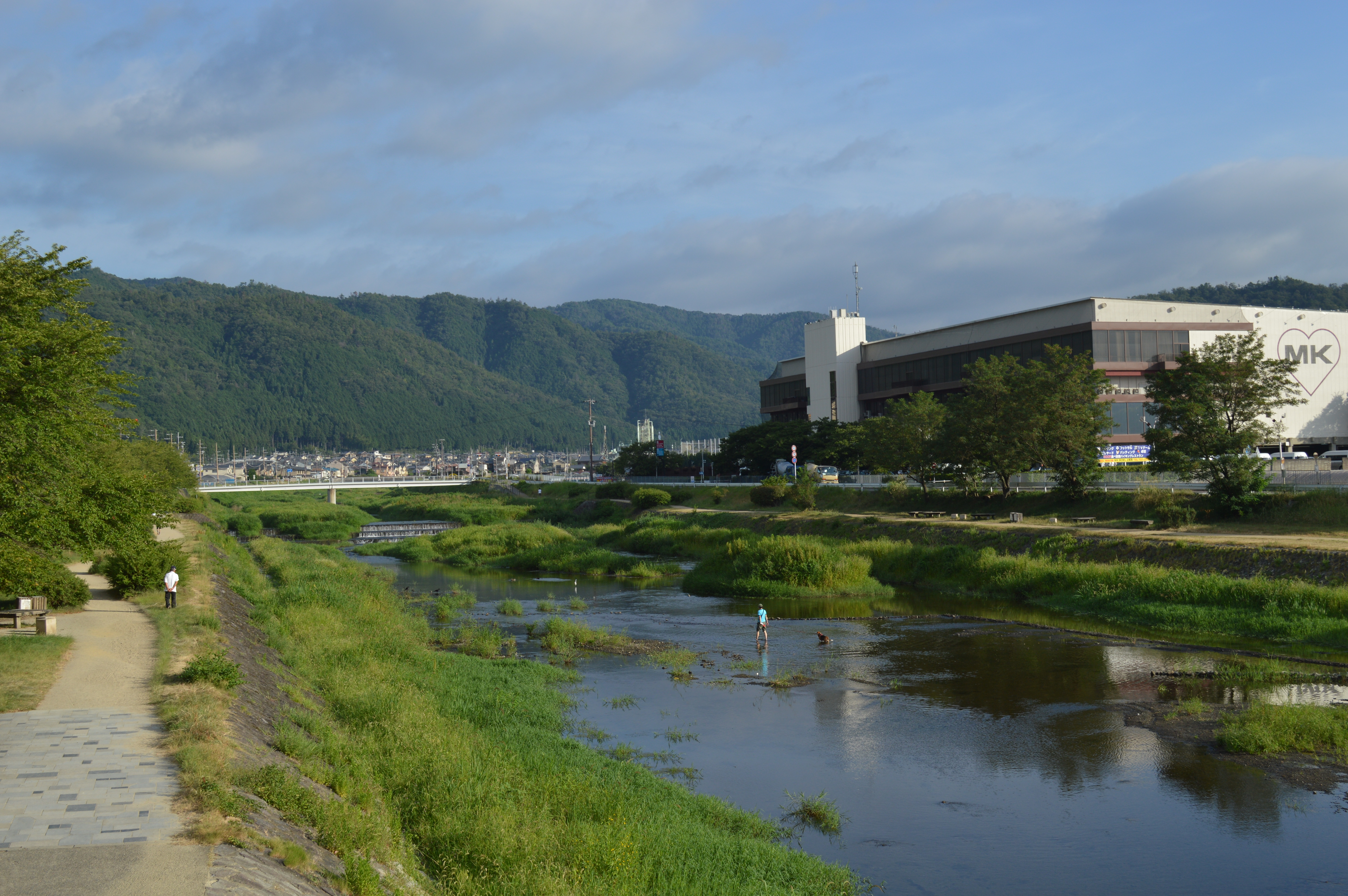
鴨川越しに北山を望む

山塊としては北区に隣接する右京区にも広がるが、室町時代に足利義満が北山南東端（鷹峯台地）の山裾に北山山荘（北山第・鹿苑寺金閣）を造営し、北山文化の中心地となったことから、現在の行政区分でも主として北区の範疇内を北山と呼ぶ。金閣寺の裏手に位置する大文字山は五山送り火の一つ「左大文字」が灯される山として知られ、住所区分も大北山で、市街地に接している。
天神川沿いに京都府道31号西陣杉坂線（鷹峯街道）を北上すると釈迦谷山一帯の大宮地区辺りから山中へと分け入るようになる。府道31号線で京見峠を越えると城山一帯の西賀茂地区となり、杉阪地区、次いで中川地区となる。杉阪では京都府道107号雲ヶ畑下杉坂線と分岐、中川では国道162号（周山街道）に合流し、清滝川の中流域にもなる。国道162号の先は小野地区で国道は右京区へと移るが、清滝川を溯上すると源流域の大森地区となり、桟敷ヶ岳などを挟んで右京区京北町と接する。一方、府道107号線の先は持越峠を挟んで真弓・雲ケ畑地区で、京北町や左京区鞍馬に接している。
また、鴨川沿いに京都府道61号京都京北線および京都府道38号京都広河原美山線（加茂街道）を北上した右岸一帯の西賀茂・北賀茂地区も北山に属するが、鴨川左岸の上賀茂（柊野など）は北山には含まれない。
これらの範囲が北山に相当し、中川・雲ケ畑・小野の三地区は「北山三村」と形容され、雲ケ畑や大森には惟喬親王隠棲伝説が伝わる。
左京区との境界に位置する京都府道61号京都京北線の大岩から東海自然歩道が延伸されている。賀茂川沿いに下り、北山麓縁辺部を進み、尺八池や光悦寺を経て一ノ坂へと分け入り、右京区との境界となる菩提谷～菩提滝～池ノ谷を抜け右京区へ至る。
なお、北山通や地下鉄烏丸線の北山駅は北山の山裾、京都盆地縁辺の平野部にあり、山域内にあるわけではない。

## 杉の里

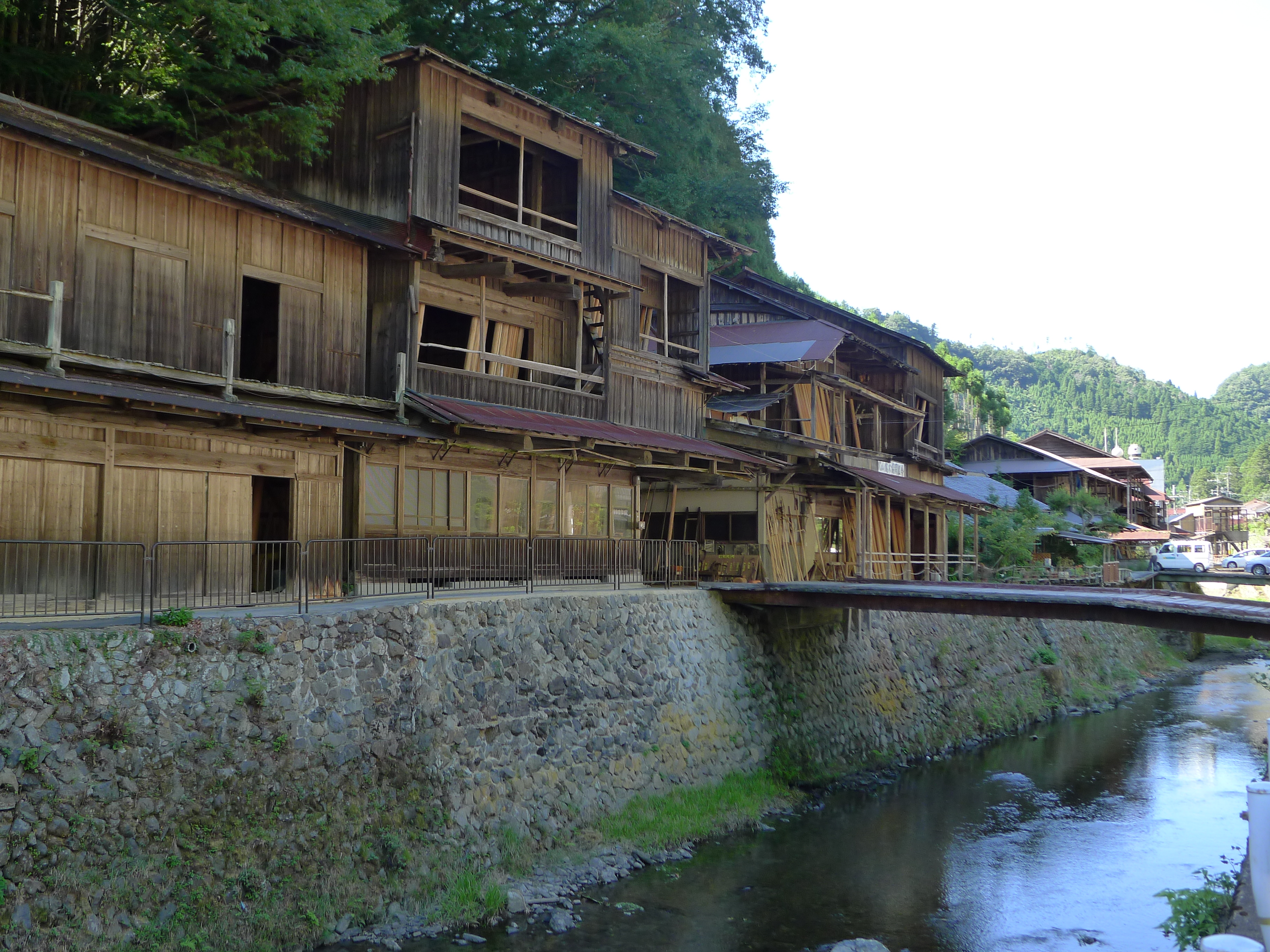
「杉の里」中川地区の木造倉庫

中川地区を中心に北山は北山杉の産地として知られる。中川は1219年（承久元年）の『神護寺文書』に「中河庄」、1569年（永禄12年）の『中川八幡宮文書』には「中河楽所」として登場し、中世を通しては「中河荘」と呼ばれていた。いずれにの記録にも既に北山杉の産地として記載されている。木材の供給源として一説には、平安京造営時に始まるとされる。
南北朝時代頃より、材の表面を川砂で研磨する「磨丸太」が考案され、桂離宮・修学院離宮・大徳寺などに用いられたことで広く知られるようになった。
江戸時代は『元禄村別領主帳』でによると神護寺、『享保村名帳』では西明寺の寺領になっていた。明治時代の廃仏毀釈により、山を払い下げられ個人の山主が現れ、森林組合も結成された。1902年（明治35年）と1937年（昭和12年）に周山街道が拡幅され、モータリゼーションの発達もあり、それまでの川筏による出荷を上回るようになった。
また、材木以外の木っ端材は薪や炭として、葉は防虫・防腐効果の用途として重宝されてきた。
なお、中川地区は川端康成の小説『古都』の舞台の一つになっており、『古都』など同名のドラマや映画など映像化されるたびにロケ地にもなっている。